# ليديا بينكهام
كانت ليديا إستس بينكهام (9 فبراير 1817 – 17 مايو 1883) مخترعة أمريكية ومسوقة لمنشّط كحولي لحل مشاكل الدورة الشهرية وانقطاع الطمث عند النساء وصفه الخبراء الطبيون بأنه علاج زائف، إلا أنه لا يزال يستخدم حتى يومنا هذا بشكل معدل.
كان الترويج المكثف للمركب النباتي الذي صنعته بيكهام السبب الرئيس في رفع أسهمه أمام العامة من جهة، وانتقاده بشكل كبير من قبل المشككين من جهة أخرى. حثت بينكهام النساء على الكتابة لها بشكل شخصي، واهتمت بالرد على الرسائل كوسيلة للترويج لمنتجها. لم تكن بينكهام تكتب جميع الردود، إذ استمرت الرسائل بالوصول إلى العملاء حتى بعد وفاتها. أصبحت بينكهام و «مركبها الطبي» الخاص بالاضطرابات الأنثوية موضوعًا لأغنية «ليلي ذا بينك» التي عادة ما كانت تسمع في الحانات، والتي أصبحت النسخة المعدلة منها، على يد فرقة ذا سكافولد، الأغنية الأكثر شهرة في المملكة المتحدة لفترة من الزمن.

## السيرة الذاتية
ولدت ليديا بينكهام في مدينة لين الصناعية بولاية ماساتشوستس الأمريكية، وكانت الابنة العاشرة بين اثني عشر ابنًا لويليام وريبيكيا إستس. كانت عائلة إستس تنمتي لجمعية الأصدقاء الدينية البروتستانتية، وتعود أصول عائلتها إلى الصاحبي ويليام إستس، الذي هاجر إلى أمريكا في عام 1676، وإلى أسرة إستي في القرن الثالث عشر. كان ويليام إستس صانع أحذية، تحسن وضعه المادي مع ولادة ابنته ليديا في عام 1819 من خلال علمه في مجال العقارات، وارتقى بذلك إلى رتبة «مزارع نبيل». تلقت ليديا تعليمها في أكاديمية لين وعملت مدرّسة، قبل زواجها في شهر سبتمبر من عام 1843.
كانت عائلة إستس من أشد المؤيدين لإلغاء الاستعباد وإنهاء الفصل العنصري في أمريكا. كان العبد الهارب، وزعيم حركة إبطال العبودية، فريدريك دوغلاس، جارًا وصديقًا للعائلة. كان منزل عائلة إستس مكانًا لتجمع القادة المحليين وأصحاب مبادرات إلغاء العبودية، من أمثال وليام لويد غاريسون. انفصلت عائلة إستس عن جمعية الأصدقاء الدينية في ثلاثينيات القرن التاسع عشر بسبب خلافات حول قضية العبودية. انضمت ليديا إلى جمعية لين المناهضة للعبودية والخاصة بالإناث عندما كانت في الثالثة عشر من عمرها. دعمت ليديا، في الخلاف الذي شق صفوف حركة إبطال العبودية خلال القرن التاسع عشر، المواقف النسوية المعتمدة على الإقناع الأخلاقي التي اتخذها ناثانيا بيبودي روجرز. اتبع أبناء ليديا خطى والدتهم في مناهضة العبودية.
كان إسحاق بينكهام صانع أحذية في التاسعة والعشرين من عمره عندما تزوج ليديا في عام 1843. تنقل إسحاق بين العديد من الإعمال، بما في ذلك العمل في مجال العقارات، دون أن يتمكن من تحقيق أن نجاح في أي منها. أنجبت ليديا طفلهما الأول، تشارلز هاكر بينكهام، في عام 1844. فقد الزوج طفلهما الثني بسبب التهاب المعدة والأمعاء. أنجبت ليديا ابنهما الثالث، دانيال روجرز بينكهام، في عام 1848 وأنجبت بعدها، في عام 1852، وليام بينكهام، وابنتها أرولين تشيس بينكهام في عام 1857. شارك جميع أبناء ليديا والدتهم في أعمالها الطبية. كالكثير من نساء عصرها، اعتادت بينكهام إعداد العلاجات المنزلية ووضعت لها وصفات الطبية. مع الوقت، أصبح علاجها للـ«الشكاوي النسائية» ذائع الصيت بين جيرانها الذين تعالجوا به، حتى أن زوجها رد أحد ديونه من خلال تقديم وصفة طبية أعدتها بينكهام. كانت المكونات التي تعتمد عليها ليديا بينكهام في صنع علاجاتها متوافقة بشكل عام مع علم الأعشاب المتوافر لها من خلال مجموعة من المصادر ككتاب المستوصف الأمريكي، للمؤلف جون كينغ، الذي كان ضمن الكتب التي اعتلت رفوف مكتبتها.
كانت سمعة مهنة الطب، في زمان ومكان ليديا بينكهام، متردية، وكانت تكاليف العلاج الطبي باهظة بالنسبة لمعظم الأمريكيين إلا في حالات الطوارئ. في بعض الحالات، كان احتمال أن يحسن العلاج من الوضع الصحي للمريض أقل من احتمال أن يقتله. على سبيل المثال، لم يكن «دواء» كالوميل الشائع دواءً في واقع الأمر، بل كان سمًا زئبقيًا مميتًا. لم تستخدم لينكهام الزئبق في مركباتها. مع ذلك، كانت الطبيعة غير الموثوقة للأدوية المنتشرة في ذلك الوقت كافية لتكون موضوعًا لأغنية ساخرة شهيرة. في ظل هذه الظروف، فضل الكثيرون الوثوق بممارسي طب «الأعشاب وجذور النباتات» غير المرخصين، وخاصة النساء اللاتي كن على استعداد لنشر علاجاتهن المنزلية من أمثال ليديا بينكهام.
تعرض إسحاق بينكهام للإفلاس في الكساد الاقتصادي في أوائل سبعينيات القرن التاسع عشر. اتسمت ثروة عائلة بينكهام بعدم الاستقرار، وتراجع الوضع الاقتصادي للعائلة بعد الكساد وأصبح حرجًا للغاية. في عام 1875، طُرحت فكرة إنشاء شركة عائلية لصناعة الدواء. صنعت ليديا في بادئ الأمر أدويتها باستخدام موقد بدائي، وسرعان ما مكنتها مبيعات عملها المرتفعة من نقل الإنتاج إلى المصنع. إضافة إلى عملها في تصنيع العلاجات، اهتمت ليديا بينكهام بالإجابة على رسائل واستفسارات العملاء، ويُعتقد أنها كتبت نصوص بعض الحملات الدعائية الخاصة بمنتجاتها بنفسها. بيعت كميات كبيرة من منتجات ليديا، وأصبح مركب ليديا إستس بينكهام النباتي، بحلول عام 1876، أحد أشهر الأدوية في القرن التاسع عشر. لاتزال المنتجات المشتقة من مركب ليديا بينكهام متاحة للشراء حتى يومنا هذا. كانت ليديا تسوق منتجاتها مباشرة للنساء، وواصلت شركتها اتباع أسالبيها التسويقية الذكية حتى بعد وفاتها. اعتادت ليديا طبع صورة وجهها على المنتج، وكانت شركتها حريصة على استخدام شهادات النساء الممتنات لاستخدام منتجاتها في الحملات التسويقية.
حثت إحدى الإعلانات، الخاصة بمنتجات السيدة بينكهام، النساء على إرسال رسائلهن واستفساراتهن لبينكهام، وسرعان ما آتت الحملة الدعائية أكلها، وأرسلت عشرات النساء استفساراتهن حول المنتجات العشبية، وتلقت الإجابات عليها. استمرت النساء بإرسال أسألتهن لشركة بينكهام وتلقي الإجابات عليها حتى بعد مرور عدة عقود على وفاة ليديا. جمعت ردود فريق العمل في شركة بينكهام بين الحديث المباشر عن القضايا الطبية التي تهم المرأة، والنصح والمشورة، والتوصيات الخاصة بالمنتج. في عام 1905، نشرت جريدة منزل السيدات صورة لشاهدة قبر ليديا بينكهام. أكدت شركة بينكهام على أنها لم تقصد أبدًا الإشارة إلى أن ليديا بينكهام هي من ترد على الرسائل، وإنما زوجة ابنها، جيني بينكهام.
كانت دوافع بينكهام في عملها مادية بحتة، مع ذلك، أعجبت العديد من النسويات المعاصرات ببينكهام لنشرها معلومات عن الدورة الشهرية و «حقائق الحياة»، واعتبرنها مناضلة في مجال قضايا صحة المرأة في زمن عانت فيه المرأة من ضعف الخدمات المقدمة لها من قبل المنشآت الطبية. أُضيف منزل ليديا بينكهام، الواقع بالقرب من مصنعها الواقع في غرب مدينة لين بولاية ماساتشوستس، إلى قائمة السجل الوطني للأماكن التاريخية في 25 سبتمبر من عام 2012. في عام 1922، أسست ابنة ليديا، أرولين بينكهام تشيس غوف، عيادة ليديا إستس بينكهام التذكارية في مدينة سالم بولاية ماساتشوستس بغرض تقديم الخدمات الصحية للأمهات الشابات وأطفالهن. أصبحت العيادة، ابتداءً من عام 1990، تحت إدارة ستيفن ناثان دورتي، الحفيد الرابع لليديا، والذي يستخدم المبنى التذكاري لجدته كمقر إقامة شخصي له. أضيفت العيادة إلى قائمة تراث المرأة في سالم.